# Wilhelm Steudte
Wilhelm „Willy“ Paul Steudte (* 4. März 1897 in Oberfrohna; † 17. September 1973 in Berlin) war ein deutscher Politiker (SED). 1952 war er Minister für Land- und Forstwirtschaft der Landesregierung Mecklenburg und von 1952 bis 1953 Vorsitzender des Rates des Bezirkes Neubrandenburg.

## Leben und Wirken

### Ausbildung und Tätigkeit als Buchhalter, Disponent und Geschäftsführer
Wilhelm Steudte war der Sohn eines Textilarbeiters und einer Heimarbeiterin. Nach dem Besuch der Volksschule in Rußdorf absolvierte er von 1911 bis 1915 eine kaufmännische Lehre in der dortigen Metallwarenfabrik M. Preßler & Co. Außerdem besuchte er die Handelsschule in Limbach. Im Anschluss war er als Buchhalter beim Saatzuchtbetrieb von Lochow und bei der Spar- und Darlehenskasse in Petkus tätig. Ab 1916 arbeitete er als Buchhalter und ab 1917 als Leiter der Buchhaltung bei der Landwirtschaftlichen Kreisgenossenschaft Prenzlau. Diese Tätigkeit wurde unterbrochen von einem viermonatigen Kriegseinsatz bei der Fuhrparkkontrolle der Train-Ersatz-Abteilung Altdamm im Herbst 1918.
Bis 1925 war Steudte Disponent und Geschäftsführer bei den Niederlassungen Berlin, Köslin und Freienwalde der Raiffeisengenossenschaft, verlor diese Stellung jedoch durch den Zusammenbruch der Genossenschaft während der Wirtschaftskrise. Von 1926 bis 1929 war er Geschäftsführer der Kösliner Lebensmittelfirma E. Strege und im Anschluss bis 1931 Disponent bei den Deutschen Kleiderwerken in Köslin.

### Politische Arbeit für die KPD, Inhaftierung, Arbeits- und Kriegsdienst
Steudte, der 1925 der SPD beigetreten war, wurde 1931 Mitglied der KPD und der Revolutionären Gewerkschafts-Opposition (RGO). Im Folgejahr gehörte er der Unterbezirksleitung Köslin der KPD an. In dieser Funktion engagierte er sich unter anderem bei der Organisation von Mieterstreiks und der KPD-Landagitation. Wegen illegaler Parteiarbeit kam er im März 1933 zunächst in Schutzhaft (Gerichtsgefängnis Köslin), ab Juni wurde er im KZ Hammerstein in der Grenzmark Posen-Westpreußen interniert und als dieses aufgelöst wurde, im Juli in das KZ Lichtenburg verlegt.
Nach seiner Entlassung aus dem Konzentrationslager arbeitete er von Januar 1934 bis Februar 1936 auf Anweisung des Arbeitsamts Köslin als Erd-, Moor und Waldarbeiter in einem Arbeitslager in Köslin. Danach trat er eine Stelle als Buchhalter in der Kösliner Baustoffhandlung und Betonwarenfabrik Gustav Mahnke an. Später wurde er dort Geschäftsführer und blieb bis 1945 im Unternehmen. In dieser Zeit war er Mitglied der DAF. Im September/Oktober 1939 hatte er in Köslin einen Kriegseinsatz im Landesschützen-Bataillon und wurde im Februar 1945 Angehöriger des Volkssturms, kam aber der darauf folgenden Einberufung in die Wehrmacht nicht nach.

### Nachkriegszeit und politische Karriere als SED-Mitglied in der SBZ/DDR
Von März bis Oktober 1945 baute Steudte zusammen mit Richard Schallock und Wilhelm Kons die städtische Verwaltung in Köslin auf. Nachdem Hinterpommern an Polen abgetreten worden war, zog Steudte nach Greifswald. Dort wurde er im Dezember 1945 zunächst Treuhänder des Unternehmens „Albert Wiedenbohm, Baumaterial, Brenn und Nutzholz, Dampfsägewerk“ und nach dessen Verstaatlichung zum VEB Wiedenbohm Greifswald schließlich Betriebsleiter. Diese Position hatte er bis 1948 inne.
Steudte, der im Dezember 1945 wieder Mitglied der KPD geworden war, trat im April des Folgejahres in die SED und FDGB ein. Außerdem gehörte er der mecklenburgischen Landeskommission für Bodenreform an. In der SED engagierte er sich als Mitglied des Parteischiedsgerichts und Vorsitzender der Kreisuntersuchungskommission des Kreisverbands Greifswald. Ab 1948 war er Mitglied des Kreisvorstandes, später der Kreisleitung Rostock der SED. Er gehörte der VVN an und wurde als Verfolgter des Naziregimes anerkannt.
Von 1948 bis 1949 leitete Steudte in Rostock die Abteilung Industriebedarf der Vereinigten Volkseigenen Handelsbetriebe (VHB) des Landes Mecklenburg. Im Anschluss wurde er Hauptdirektor des Kommunalen Wirtschaftsunternehmens (KWU) Mecklenburgs in Rostock. Er war unter anderem an der Durchführung des Neubauernprogammes beteiligt. Im März 1950 wurde er zum Landrat des Kreises Rostock ernannt. Dieses Amt übte er bis Januar 1952 aus. Gleichzeitig absolvierte er einen fünfmonatigen Lehrgang an der Deutschen Verwaltungsakademie „Walter Ulbricht“ in Forst Zinna, den er jedoch nicht erfolgreich abschließen konnte.
Am 1. Februar 1952 wurde Steudte auf Beschluss des Politbüros der SED Minister für Land- und Forstwirtschaft der Landesregierung Mecklenburg. Dort arbeitete er bis zum 25. Juli 1952 unter Ministerpräsident Bernhard Quandt. Im Juli des gleichen Jahres wurde er Vorsitzender des Rates des Bezirkes Neubrandenburg. Gleichzeitig gehörte er der SED-Bezirksleitung an, die jedoch nach einigen Monaten seine Ablösung beantragte. Im Oktober 1953 endete daher bereits Steudtes Amtszeit als Vorsitzender des Rates des Bezirks. Als Gründe führte die Neubrandenburger SED-Führung mangelnde Autorität, fachliche Unfähigkeit und Krankheit an. Steudtes Linientreue wurde nicht angezweifelt und für ihn eine leitende Position in der Wirtschaftsverwaltung ohne umfangreiche politische Verantwortung empfohlen.

### Dienst bei der Deutschen Grenzpolizei und letzte Lebensjahre
Nach seinem Ausscheiden aus dem Rat des Bezirks Neubrandenburg ging Steudte nach Berlin. Dort wurde er im Februar 1954 Hauptabteilungsleiter für die volkseigene örtliche Industrie im Staatssekretariat für örtliche Wirtschaft der DDR. Auch von dieser Funktion wurde er jedoch vorzeitig entbunden, da ihm nötige Fachkenntnisse fehlten. Stattdessen trat er im Februar 1955 in die Deutsche Grenzpolizei ein. Dort diente er zunächst als Hauptmann und war Vorsitzender der Kreisparteikontrollkommission der Grenzbereitschaft Schenkendorf. 1957 wurde er stellvertretender Vorsitzender der Bezirksparteikontrollkommission im Kommando der Grenztruppen in Pätz. Im gleichen Jahr wurde er zum Major befördert. 1962 ging er in Eichwalde in den Ruhestand.
Ab 1964 war Steudte Mitglied der Kreisrevisionskommission und der Kommission zur Betreuung alter verdienter Parteimitglieder bei der SED-Kreisleitung Königs Wusterhausen. Von 1964 bis 1971 arbeitete er mit dem Ministerium für Staatssicherheit zusammen. 1973 starb er mit 76 Jahren in Berlin.
Wilhelm Steudte war ab 1920 mit der Handwerkertochter Frieda, geb. Strege (1900–1973), verheiratet. Aus der Ehe gingen drei Kinder hervor.

## Auszeichnungen
- 1958: Medaille für vorbildlichen Grenzdienst
- 1958: Medaille für Kämpfer gegen den Faschismus 1933 bis 1945
- 1959: Medaille für treue Dienste in Bronze
- 1959: Vaterländischer Verdienstorden in Bronze
- 1960: Ehrenzeichen der Deutschen Volkspolizei
- 1962: Verdienstmedaille der Nationalen Volksarmee in Gold
- 1967: Vaterländischer Verdienstorden in Silber